# Carsta Genäuss

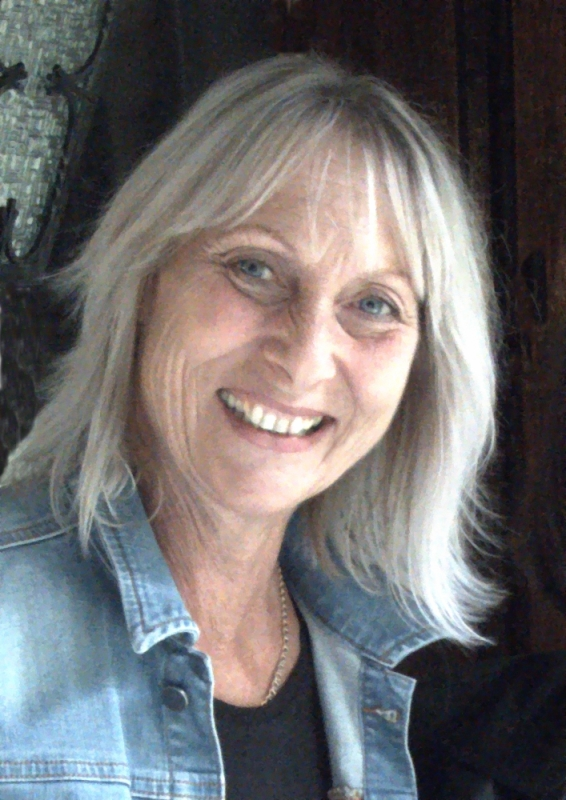
Carsta Genäuss år 2020.

Carsta Genäuss (tyska: Carsta Genäuß), född 30 november 1959 i Dresden i Tyskland, är en östtysk kanotist.
Hon tog OS-guld i K-2 500 meter i samband med de olympiska kanottävlingarna 1980 i Moskva.

### Fotnoter
1. ↑  ”Canoeing at the 1980 Moskva Summer Games: Women's Kayak Doubles, 500 metres” (på engelska). sports-reference.com. Arkiverad från originalet den 10 december 2010. https://web.archive.org/web/20101210083205/http://www.sports-reference.com/olympics/summer/1980/CAN/womens-kayak-doubles-500-metres.html. Läst 1 oktober 2008.